# Heretik, volume 3
Heretik, volume 3 "The sentence" is een studioalbum van Nathan Mahl. Het werd opgenomen in de periode september 2001 tot en met april 2002 in de geluidsstudio Subversia van Guy LeBlanc, leider van Nathan Mahl. The sentence is het sluitstuk van de trilogie met eerdere delen Body of accusation en The trial.  Het album bevat grotendeels instrumentale muziek, alleen het begin en eind bevat enige zang.

## Musici
- Guy LeBlanc – toetsinstrumenten
- Guy Dagenais – basgitaar
- Marc Spénard – gitaar
- Daniel Lagasse – drumstel

Met Natasha LeBlanc (zang), Kaleigh LeBlanc  (zang en drums) en Tracy Clark (ritmegitaar).

## Muziek
Er staat slechts één track op het album

| Nr. | Titel                                                       | Duur  |
| --- | ----------------------------------------------------------- | ----- |
| 1.  | De mortuis nil nisi bonum ((over de doden, niets dan goed)) | 54:02 |